# 魯克山脈
鲁克山脉（英語：Montes Rook）是一座坐落于月球西侧轮缘上并扩展至月球背面的环形山脉，处于东方海之内，是这个巨大撞击盆构造的一部分。鲁克山脉的外围则是更大的科迪勒拉山脉，二者之间是环状、崎岖的平原。
鲁克山脉实际上是一个双环结构，有时分为外鲁克山和内鲁克山，内外山中间为填满玄武熔岩的狭长山谷，形成一个个小型月海。东北部就是一个被称春湖的小月海。
该山脉的月面座标为南纬20.6°、西经82.5°，直径791公里，以英国天文学家劳伦斯·鲁克命名。从地球上看，由于它的位置处于月球的边缘，很多细节无法被看到，但通过月球投影可获得该山脉的局部轮廓。
鲁克山脉内分布了多个已命名的撞击坑：靠近西南边缘外侧的有尼克尔森陨石坑和佩蒂特陨石坑；科普夫陨石坑则位于东侧内缘，内环北侧则坐落了蒙德环形山。其它模较小的陨石坑还有：位于东北的拉勒曼德陨石坑、南面的舒莱金和西部弗里克塞尔，而西北的洛厄尔陨石坑与西南的戈利岑陨石坑即使天平动期间，从地球上也无法看见。